# Санина, Ксения Олеговна
Ксения Олеговна Санина (родилась 24 апреля 2002) — российская хоккеистка на траве, полузащитница клуба «Динамо-Электросталь». Кандидат в мастера спорта России.

## Биография
Воспитанница школы ГБУ МО СШОР по ИВС (Щелково), выступала в Высшей лиге за эту команду (28 игр и 17 голов). На детском фестивале по хоккею на траве 2013 года играла за команду «Стальки», признана лучшей хоккеисткой наравне с Дарьей Капустиной. С 2017 года в составе клуба «Динамо-Электросталь» играет в Суперлиге России (51 матч, 1 гол), выступала в 2018 году за сборную Московской области на Летней спартакиаде молодёжи (6 игр, 6 голов) и стала победительницей Спартакиады.
Выступала за сборные России до 18 лет (5 игр, 1 гол) и до 21 года (5 игр). Участница молодёжного чемпионата Европы 2019 года в Валенсии (5-е место и путёвка на Кубок мира 2021 года). Заявлена на чемпионат Европы 2019 года в высшем дивизионе.